# Bactrocera furvescens
Bactrocera furvescens är en tvåvingeart som beskrevs av Drew 1989. Bactrocera furvescens ingår i släktet Bactrocera och familjen borrflugor. Inga underarter finns listade.